# Wladimir Majakowski Tragödie
Wladimir Majakowski (auch Wladimir Majakowski Tragödie; russisch Владимир Маяковский) ist das erste Theaterstück des russischen Dichters Wladimir Majakowski von 1913.

## Geschichte
1912 hatte der junge Wladimir Majakowski sein erstes umfangreicheres Poem Ich veröffentlicht, das aber ohne größere Resonanz blieb.
Im Sommer 1913 verfasste er im Sommerhaus von Freunden sein erstes Theaterstück. Dieses sollte ursprünglich Eisenbahn (Железная дорога) oder Aufstand der Dinge heißen. Im Oktober war das Manuskript fertiggestellt. Der Titel war nun Wladimir Majakowski, ob absichtlich oder aus einer Verwechslung des Zensors von Autornamen und Texttitel, ist unklar.
Am 2. und 4. Dezember 1913 präsentierte Majakowski es  im Luna Park Theater in St. Petersburg dem erstaunten Publikum. Er führte selber Regie und war der Hauptdarsteller.
Die Reaktionen waren zu Beginn der Vorstellung von Unverständnis geprägt, im Laufe der Aufführung wandelten sie sich aber in Zustimmung und teilweise Begeisterung. Am Ende war klar, hier hatte sich ein sehr talentierter junger Autor mit neuen avantgardistischen sprachlichen Ausdrucksformen präsentiert.
In der russischen Presse waren die Kritiken meist ablehnend.

## Inhalt
Der Text ist in unregelmäßigen Reimen gehalten, die Formulierungen sind stark avantgardistisch geprägt. Die Hauptfigur heißt Wladimir Majakowski.  Es werden vor allem die Entwicklungen der technischen Moderne in sprachexperimentellen Formen dekonstruiert.

## Übersetzungen
Der Dramatiker Heiner Müller schuf 1985 eine  deutsche Übertragung, die auf die Reime verzichtete.
Diese wurde 1997 im Theater 89 in Berlin aufgeführt.
2002 versuchte der russischstämmige Autor Alexander Nitzberg eine neue deutsche Übersetzung, die sich stärker an die Originalsprache anlehnte.